# Interès públic
L'interès públic, també anomenat interès general, és tot allò que, per consens, es comparteix i considera com a útil, valuós i fins i tot vital per a una societat, fins a l'extrem d'obligar a l'Estat, com una de les seves finalitats constitucionals, a titulitzar-ho en benefici de tots els ciutadans. Per aquest imperatiu, l'acció política i legislativa no pot tenir com a objectiu la consagració d'interessos particulars.
Segons Sánchez Morón, la noció d'interès públic és un correlat de la separació teòrica entre Estat i societat, base del constitucionalisme liberal, així com de la divisió entre Dret públic i privat, que té les seves arrels en el Dret romà. L'interès públic és aquell, en el qual la seva gestió i tutela està encomanada, directament o indirecta als poders públics. Constitueix l'antítesi dels interessos particulars o privats, propis dels individus i dels grups socials de lliure creació.
La jurisprudència ha conformat una concepció coherent, però no precisa, de la noció d'interès públic. Coherent perquè
compleix una funció única, mancada de precisió perquè opera sobre una àmplia diversitat de continguts. Junt amb els interessos públics tradicionals, com ara la garantia del funcionament dels serveis públics, la preservació de l'ordre públic en totes les seves manifestacions, la protecció del medi ambient, han aparegut nous interessos d'abast general: l'interès públic social, l'interès públic econòmic i més recentment l'interès públic tecnològic representat pels estàndards oberts. Aquests nous interessos, exigeixen ampliar l'àmbit d'aplicació del concepte.